# Scopula plenistigma
Scopula plenistigma là một loài bướm đêm trong họ Geometridae.